# Крылов, Валентин Георгиевич
Валентин Георгиевич Крылов — советский хозяйственный, государственный и политический деятель.

## Биография
Родился в 1929 году в поселке Краснозаводск. Член КПСС.
Окончил Московский автомеханический институт.
В 1965—1970 — первый секретарь Орехово-Зуевского горкома КПСС, заведующий отделом торговых, плановых и финансовых органов Московского обкома КПСС.
В 1970—1984 — заместитель председателя Московского облисполкома.
В 1984—1991 — первый заместитель председателя Московского облисполкома — председатель Московского областного планового комитета.
В 1991—1999 — заместитель начальника Московской региональной таможни, и. о. начальника Московской западной таможни, Московского таможенного управления.
С 1999 — вице-президент, член Правления Всероссийского союза ветеранов таможенной службы.
Делегат XXIII и XXVII съезда КПСС.
Живёт в Москве.

## Награды
- Орден Ленина
- Орден Трудового Красного Знамени
- Орден Знак Почёта
- Орден Почёта